# Narciarstwo wodne na Plażowych Igrzyskach Azjatyckich 2012 - wakeboarding kobiet
Zawody w wakeboardingu kobiet podczas III Plażowych Igrzysk Azjatyckich w Haiyan odbyły się w dniach od 20 do 22 czerwca 2012 roku. Wystartowali reprezentanci z ośmiu krajów: Japonii, Chińskiego Tajpej, Kuwejtu, Malezji, Chin, Tajlandii, Korei Południowej i Singapuru. Złoto wywalczyła reprezentantka gospodarzy Han Qiu.

## Ćwierćfinał
- 20 czerwca

| Pozycja    | Zawodnik                   | Wynik    |
| Wyścig I   | Wyścig I                   | Wyścig I |
| ---------- | -------------------------- | -------- |
| 1          | Miku Asai                  | 49.80    |
| 2          | Teng Pei-shan              | 15.81    |
| 3          | Mai Al-Failakawi           | 14.34    |
| —          | Aaliyah Yoong              | DNS      |
| Wyścig II  |                            |          |
| 1          | Duan Zhenkun               | 48.45    |
| 2          | Han Qiu                    | 43.38    |
| 3          | Srirasin Khamklom          | 27.33    |
| 4          | Jeanne Al-Failakawi        | 26.13    |
| Wyścig III |                            |          |
| 1          | Chen Lili                  | 49.01    |
| 2          | Joo Seul-Kee               | 33.25    |
| 3          | Apassorn Akaraisayaporn    | 24.91    |
| 4          | Nur Qamarina Shamsul Anuar | 10.68    |
| Wyścig IV  |                            |          |
| 1          | Sasha Christian            | 47.23    |
| 2          | Yun Hee-hyun               | 34.24    |
| 3          | Lee Sun-joo                | 29.23    |
| 4          | Tantanasorn Chaiyabood     | 11.01    |

## Kwalifikacje ostatniej szansy
- 21 czerwca

| Pozycja   | Zawodnik                   | Wynik    |
| Wyścig I  | Wyścig I                   | Wyścig I |
| --------- | -------------------------- | -------- |
| 1         | Apassorn Akaraisayaporn    | 18.58    |
| 2         | Tantanasorn Chaiyabood     | 14.89    |
| 3         | Nur Qamarina Shamsul Anuar | 10.35    |
| 4         | Mai Al-Failakawi           | 8.45     |
| Wyścig II |                            |          |
| 1         | Lee Sun-joo                | 27.23    |
| 2         | Srirasin Khamklom          | 22.47    |
| 3         | Jeanne Al-Failakawi        | 19.68    |

## Półfinały
- 21 czerwca

| Pozycja    | Zawodnik                | Wynik    |
| Wyścig I   | Wyścig I                | Wyścig I |
| ---------- | ----------------------- | -------- |
| 1          | Miku Asai               | 57.57    |
| 2          | Duan Zhenkun            | 48.34    |
| 3          | Lee Sun-joo             | 33.24    |
| 4          | Apassorn Akaraisayaporn | 23.34    |
| Wyścig II  |                         |          |
| 1          | Han Qiu                 | 54.23    |
| 2          | Chen Lili               | 43.03    |
| 3          | Yun Hee-hyun            | 36.63    |
| 4          | Srirasin Khamklom       | 18.89    |
| Wyścig III |                         |          |
| 1          | Sasha Christian         | 51.23    |
| 2          | Joo Seul-kee            | 35.02    |
| 3          | Teng Pei-shan           | 24.12    |
| 4          | Tantanasorn Chaiyabood  | 14.91    |

## Finał
- 22 czerwca

| Pozycja | Zawodnik        | Wynik |
| ------- | --------------- | ----- |
|         | Han Qiu         | 67.89 |
|         | Chen Lili       | 57.78 |
|         | Sasha Christian | 53.67 |
| 4       | Miku Asai       | 49.58 |
| 5       | Duan Zhenkun    | 49.13 |
| 6       | Joo Seul-kee    | 40.56 |